# Rassemblement Wallonie-France
Het Rassemblement Wallonie-France (R.W.F.) is een rattachistische partij die zowel Wallonië als het Brussels Hoofdstedelijk Gewest (inclusief de faciliteitengemeenten in de Vlaamse rand) van België wil afsplitsen en wil laten aansluiten bij Frankrijk. Haar Brusselse afdeling heet het Rassemblement Bruxelles-France, het R.B.F. De partij wordt als uitgesproken anti-Vlaams beschouwd.

## Personen
De bezieler van de partij is Paul-Henry baron Gendebien, een nazaat van Alexandre Gendebien, een van de revolutionairen van 1830. In 2006 zette hij een stap opzij voor partijvernieuwing. De nieuwe voorzitter werd Claude Thayse, die de partij in 2008 echter verliet en zich aansloot bij het Rassemblement Wallon. Momenteel wordt het voorzitterschap gedeeld tussen Paul-Henry Gendebien en Laurent Brogniet.

## Verkiezingen
Bij de deelstaatverkiezingen van 2009 diende de partij in elke Waalse kieskring én in Brussel een lijst in. Het beste resultaat werd behaald in Namen, waar 2,15% van de bevolking op het R.W.F. stemde.
Ook voor de federale verkiezingen in 2010 kwam de partij in alle Waalse kieskringen én Brussel-Halle-Vilvoorde op. Op rijksniveau behaalde de partij 0,55% van de stemmen voor de Kamer en 0,62% voor de Senaat. Het beste resultaat werd opnieuw in Namen behaald, waar 2,53% van de bevolking zijn stem aan het R.W.F. gaf.

## Concurrentie
RWF had concurrentie van een andere rattachistische lijst, Parti France, die deel uitmaakte van Listes Wallon. De Parti France hield echter rekening met de tussenstap van een onafhankelijk Wallonië, en sloot het Brussels Hoofdstedelijk Gewest uit. Later werd Listes Wallon omgevormd tot Union Pour La Wallonie, dat in 2011 werd herdoopt tot het Rassemblement Wallon.